# Вышневолоцкий краеведческий музей
Вышневолоцкий краеведческий музей им. Г. Г. Монаховой — важный культурный центр не только Вышневолоцкого края, но и всей Тверской области.
С 1977 года является филиалом Тверского государственного объединённого музея.

## История

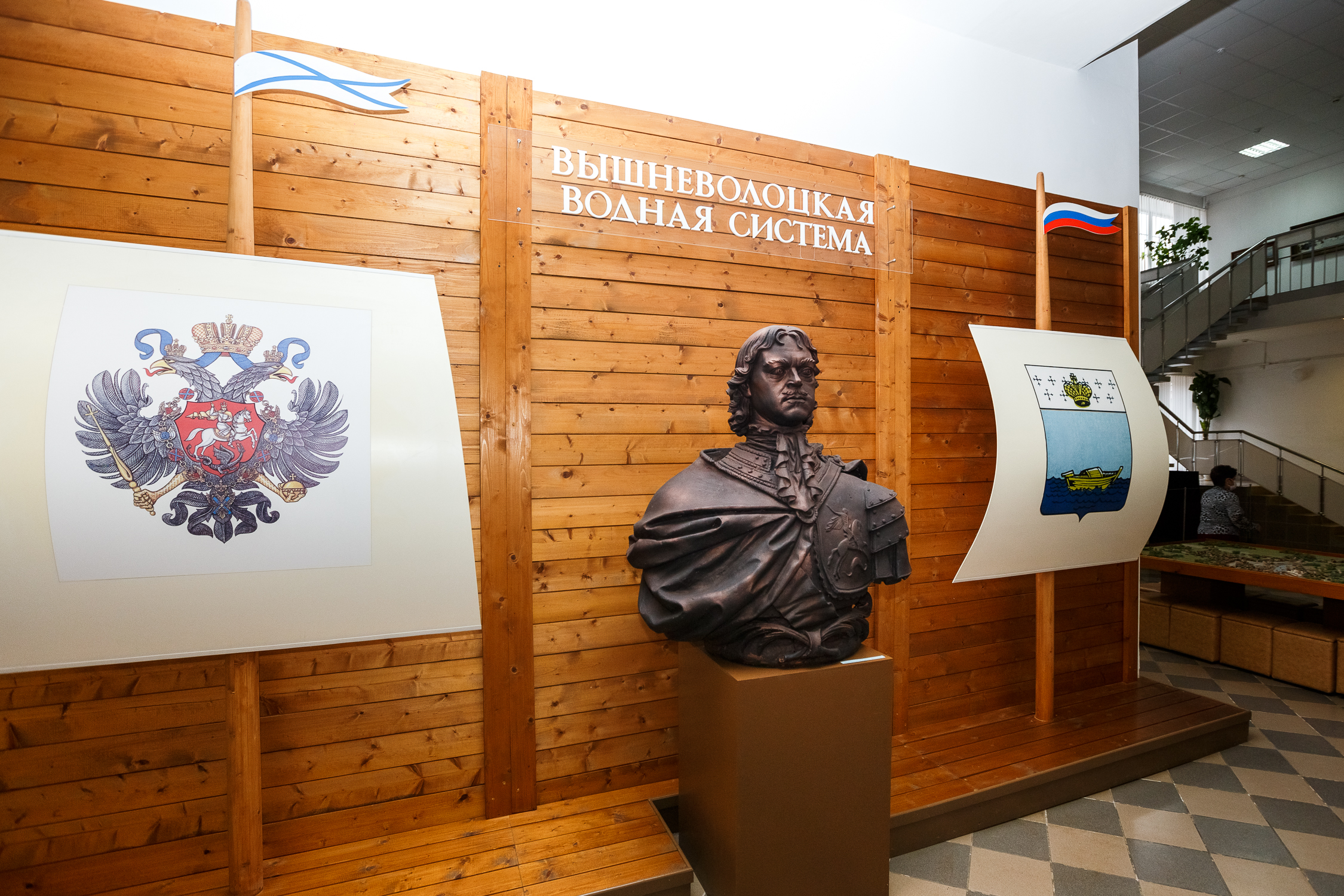
Фрагмент экспозиции Вышневолоцкого музея

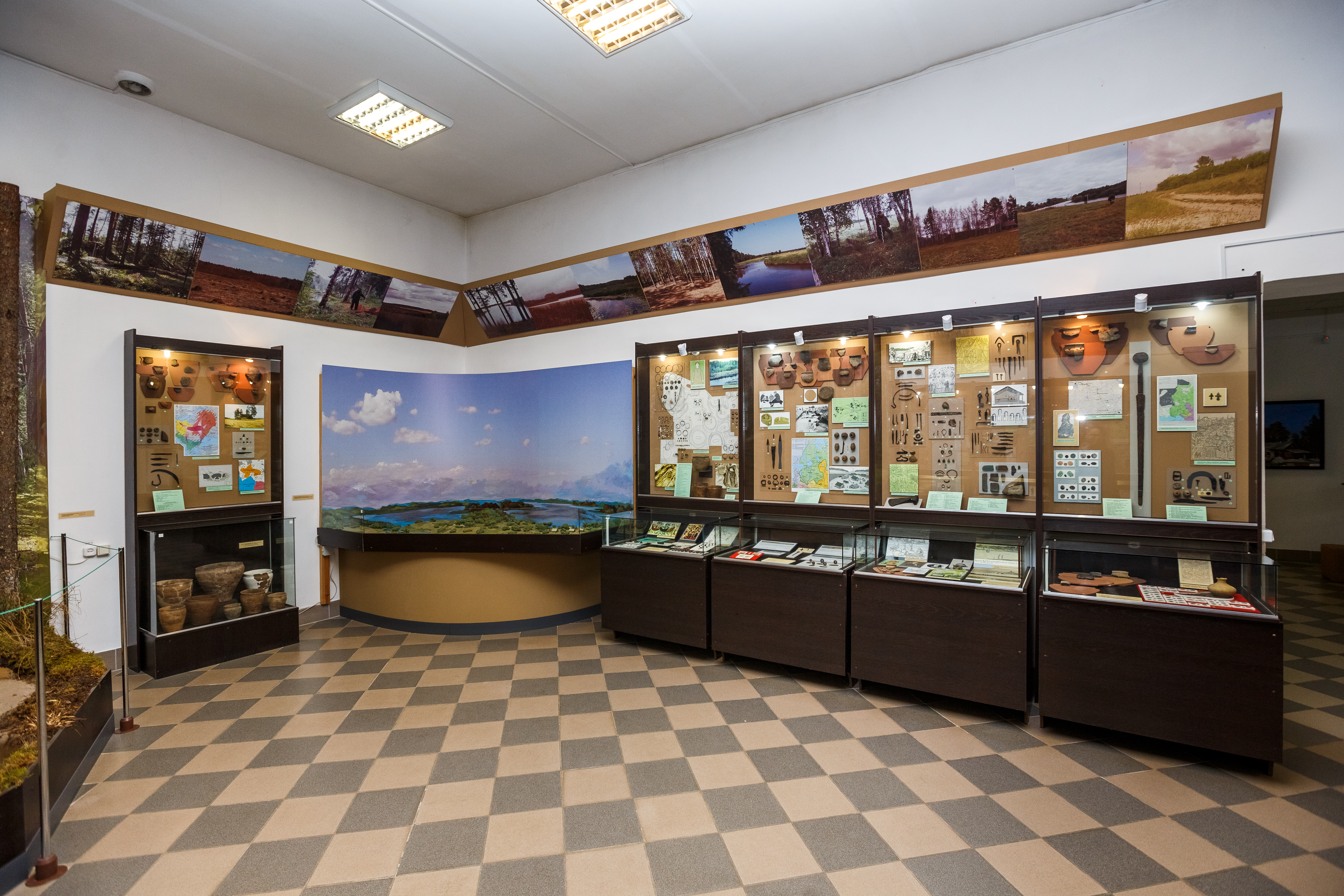
Экспозиция Вышневолоцкого музея

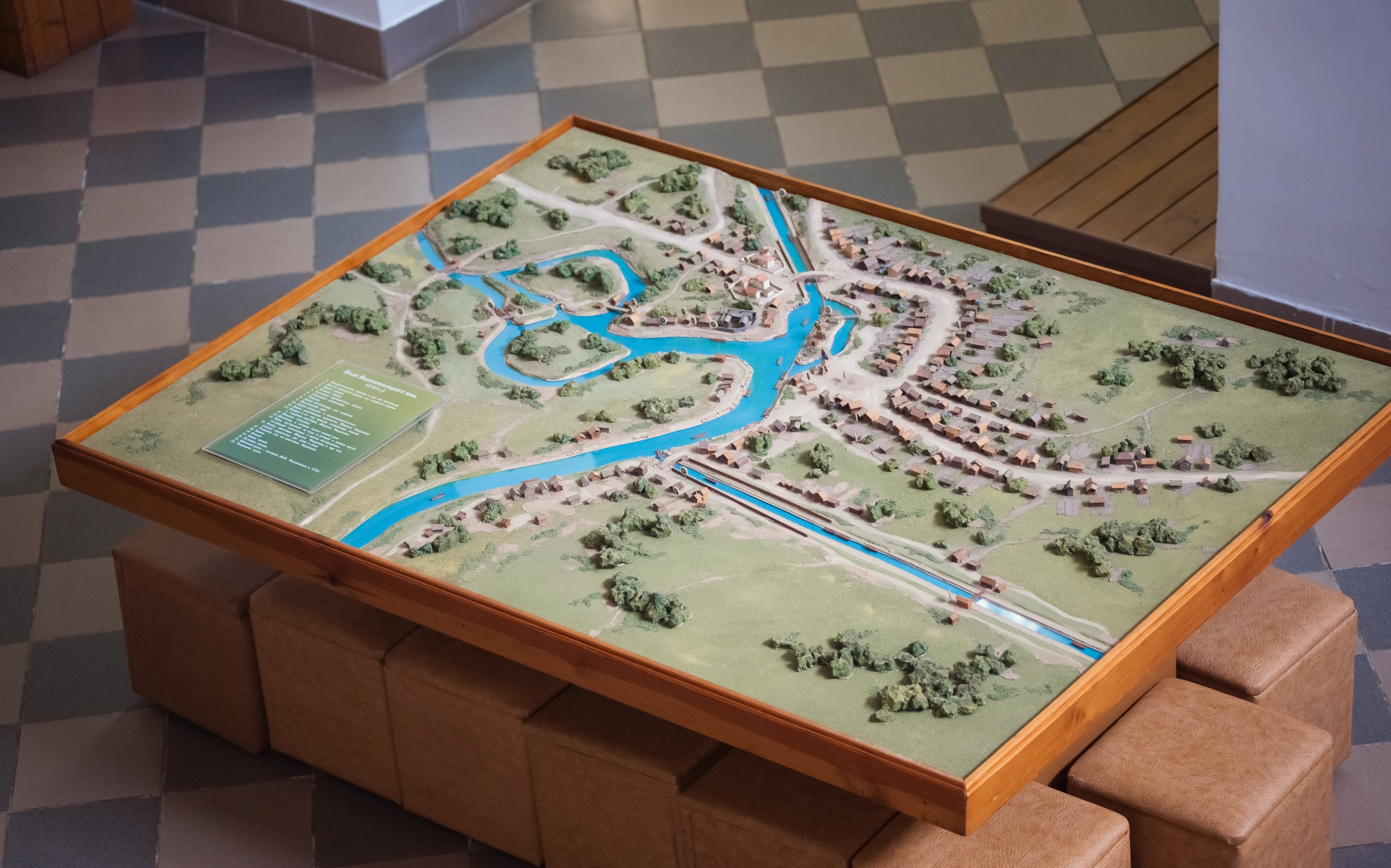
Экспонат Вышневолоцкого краеведческого музея

Музей был открыт 7 ноября 1932 года. Располагается в историческом здании, где после установления Советской власти сформировалась комсомольская организация города. Коллекция музея отражает геологию, флору и фауну района. С 1947 года в музее ведется книга основного фонда. При помощи и деятельности нового директора Александра Христиановича Репмана был составлен путеводитель по археологическим памятникам Вышневолоцкого края.

## Экспозиция
В музее существуют выставочный и лекционные залы, помещение под научную библиотеку, фонды с современным оборудованием. В начале экспозиции находится карта, которая иллюстрирует и рассказывает историю Вышневолоцкой водной системы. Данный водный путь был особенно востребован новгородскими купцами, закупавшими хлеб в Поволжье.
Петровский зал музея рассказывает о сооружении первого в России судоходного канала. В зале представлены: бюст Петру Первому, корабельные пушки, ядра, якоря, багры, найденные на дне каналов, парадное офицерское оружие, путевые журналы Петра Первого, памятные медали Северной войны, уникальная книга историка И.И. Голикова «Деяния Петра Великого».
«Сердюковский зал» рассказывает о новгородском купце М. И. Сердюкове (1678—1754 гг.). В его экспозиции представлены: живописный портрет купца, его докладная записка на имя государя с предложениями по усовершенствованию водного пути, книга «О способах, творящих водохождение рек свободное» (1710 г.), подаренная гидростроителю Петром Первым, карта, составленная сыном Сердюкова Иваном. Портрет дочери Елены, интерьер кабинета. Макет шлюза из экспозиции дает представление о работе шлюзных ворот. В экспозиции «Екатерининского зала» представлены: именной Указ Сенату от 28 мая 1770 г. об учреждении города, портрет новгородского губернатора графа Я. Е. Сиверса, карта Тверского наместничества — свидетельство образования Вышневолоцкого уезда, герб Вышнего Волочка, утвержденный в 1772 г., макет «екатерининской барки». Акварели художника М. М. Иванова с видами Вышневолоцкой водной системы, интерьер конторы.
В экспозиции «Меж двух столиц» можно увидеть: макет барки, документы лоцмана, виды старого города, а также карты и схемы.
Об истории многообразия флоры и фауны района рассказывает отдел природы Вышневолоцкого края. Здесь представлены: карты, окаменелости и горные породы и коллекция минералов, а также большая коллекция чучел представителей флоры и фауны.
Особое место в экспозиции занимает комплекс материалов, посвященных знаменитому ученому-геологу, палеонтологу, Почётному Гражданину Вышневолоцкого района, нашему земляку Б.С. Соколову.
Зал археологии представлен такими материалами раскопок как: фатьяновская, волосовская, иеневская, бутовская, валдайская, льяловская, верхневолжская культуры.
Художественная коллекция музея насчитывает более 150 предметов живописи, скульптуры и графики. Среди них работы таких художников как: Ю. П. Кугач, А. П. и С. П. Ткачёвы, М. Г. Абакумов, Н. Н. Соломин, В. Г. Шумилов, А. Л. Ананьев, С. Н. Никитин, Н. И. Брюханов, А. В. Морозов, М. Г. Богатырёв, Б. Н. Кузнецов, С. В. Гринёв, И. В. Рыбакова, С. Г. Золотарёва, А. Г. Подшивалова и многих других.
Часть экспозиции периодически обновляется, а в выставочном зале проходят различные выставки.
В музее находится экспозиция «Вышневолоцкий край в годы Великой Отечественной войны», открытая в музее в 2010 году к 65-й годовщине Победы в Великой Отечественной войне, отражает темы: «Тыл — фронту», «Наши партизаны», «Вышневолочане на фронтах войны», «Вышневолочане на параде Победы».
В музее проводятся научно-практические конференции и краеведческие чтения, защита проектов и открытые уроки, тематические вечера и творческие конкурсы, презентации книг и кинофильмов, встречи с писателями и художниками, поэтические вечера, спектакли и концерты.